# José María Calle
José María Calle Yabar fue un político peruano. 
En 1881, como diputado por la provincia de Puno y la provincia de Canas,  formó parte de la Asamblea Nacional de Ayacucho convocada por Nicolás de Piérola luego de la Ocupación de Lima durante la Guerra del Pacífico. Este congreso aceptó la renuncia de Piérola al cargo de Dictador que había tomado en 1879 y lo nombró presidente provisorio. Sin embargo, el desarrollo de la guerra generó la pérdida de poder de Piérola por lo que este congreso no tuvo mayor relevancia.